# 碾子峪镇
碾子峪镇，是中华人民共和国河北省承德市宽城满族自治县下辖的一个乡镇级行政单位。

## 行政区划
碾子峪镇下辖以下地区：
碾子峪村、孤山子村、大板村、榆树峪村、艾峪口村、大屯村、岭西村、观堂子村、桃树峪村、沙窝店村和榆树林村。